# Dwight D. Eisenhower School for National Security and Resource Strategy
La Dwight D. Eisenhower School for National Security and Resource Strategy (Eisenhower School), anciennement connue sous le titre de Industrial College of the Armed Forces (ICAF), est une école qui fait partie de la National Defense University.  
C'est une institution militaire financée par le département de la Défense des États-Unis qui a pour but de préparer les officiers de l'armée américaine et des civils d'élite provenant d'agences associées, aux postes de cadres senior œuvrant à la sécurité nationale, ceux-ci ayant la responsabilité des composantes du pouvoir national. L'école offre des cours postgraduate pour cadres exécutifs, ainsi que pour la recherche. Elle remet à ses diplômés des maîtrises universitaires ès sciences en gestion des ressources stratégiques. Elle met l'emphase sur l'acquisition du matériel et la logistique, visant l'intégration des deux dans le cadre de la stratégie de sécurité nationale. 

## Histoire

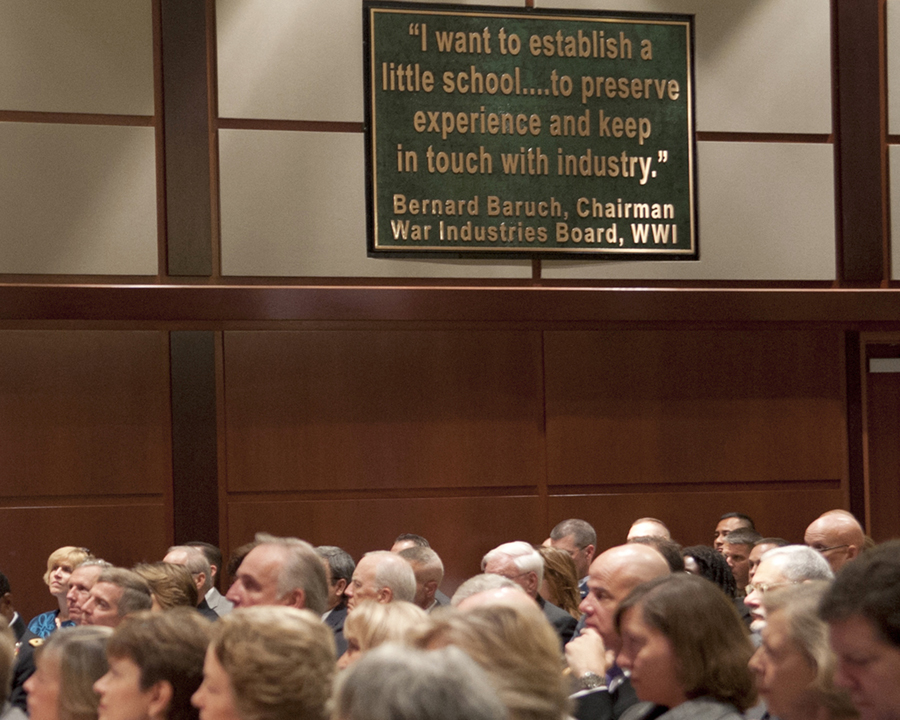
« Je veux établir une petite école... pour conserver l'expérience et maintenir un lien avec l'industrie. », une citation de Bernard Baruch dans l'auditorium de l'école.

Pendant la Première Guerre mondiale, les États-Unis éprouvent de sévères difficultés à recruter de futurs soldats. L'Army Industrial College est fondée en 1924 pour résoudre les problèmes d'approvisionnement militaire et de recrutement de personnel,,. Bernard Baruch, un spéculateur en vue de Wall Street et président du War Industries Board (en), est considéré comme l'un des fondateurs du college.
L'école est nommée, le 6 septembre 2012, en l'honneur de l'ancien Président des États-Unis Dwight D. Eisenhower, qui en est diplômé. 

### Citations originales
1. ↑  (en) « I want to establish a little school... to preserve experience and keep in touch with industry. »